# Nietrzanowo
Nietrzanowo – wieś w Polsce położona w województwie wielkopolskim, w powiecie średzkim, w gminie Środa Wielkopolska. 

## Położenie
Wieś położona na wyżynie na południowy wschód od Środy Wielkopolskiej. Od północy i wschodu miejscowości przepływa Moskawa.

## Historia
Pierwotnie Trześć. Pierwsza wzmianka w roku 1305, kiedy to biskup poznański Andrzej nadaje dziesięciny ze wsi nowo powstałemu kościołowi w Winnej Górze. W 1319 Władysław dziedzic królestwa polskiego wyjmuje wieś spod władzy Giecza i oddaje klasztorowi w Lubiniu. Dopiero w roku 1397 w dokumencie pojawia się nazwa Nyetrzanowicze, które Mateusz Kot z Dębna sprzedaje za 300 grzywien Mikołajowi z Brodowa. Prawdopodobnie z chwilą przeniesienia własności lub z nowym osadzeniem wsi zmieniła się nazwa. Folwark Grójec, istniejący na obszarze Nietrzanowa świadczy o istnieniu tu gródka, zapewne zależnego od Giecza. W 1578 właścicielem był Wojciech Łyczławski albo Kaczanowski. W 1873 roku Nietrzanowo zamieszkuje 178 mieszkańców w 11 domach. 73 mieszkańców jest analfabetami. Wieś należała wówczas do Kazimiery Stablewskiej.
Tutejszy kościół parafii katolickiej istniał już w XVI w. Nie wiadomo kiedy był zbudowany. Do 1662 r. był drewniany. W tym roku miejscowy proboszcz Tomasz Depius wybudował murowany.
W latach 1975–1998 miejscowość administracyjnie należała do województwa poznańskiego. Na początku XXI wieku liczyła 36 mieszkańców.